# Rosa Muñoz
Rosa Muñoz Tarín (Madrid 1963) es una fotógrafa española, una de las figuras clave de la fotografía contemporánea en España. Sus fotografías complejas creadas en series, componen mosaicos de imágenes agrupadas, de forma muy personal, formato que caracteriza su obra. Son fotografías escenificadas mediante la superposición de numerosas instantáneas realizadas por ella, creando construcciones arquitectónicas  de paisajes de ficción.

## Trayectoria profesional
Comenzó  su carrera en la década de los 80 en Madrid, realizando exposiciones siendo aún muy joven. 

### Exposiciones individuales
Realiza múltiples exposiciones tanto a nivel nacional como internacional. De las exposiciones en instituciones públicas fue clave en su trayectoria la exposición Memorias Construidas, una exposición itinerante a lo largo de diferentes años y en distintos espacios tales como en 2013 en el Centro Tomas y Valiente de Fuenlabrada Madrid, CEART, en el año 2012 y en la sala del Canal de Isabel II de la misma ciudad, para viajar posteriormente en 2017 al  Museo Juan Barjola de Gijón. 
Realizó otra  exposición retrospectiva en El Museo de la Evolución Humana (MEH) en el año 2016, en esta exposición mostró el proceso creativo de las series fotográficas que componen la exposición La evolución del hábitat. Fue esta exposición itinerante una colaboración entre dos instituciones, el MEH y el Centro Andaluz de Fotografía, basada en la disposición de  las imágenes de tres series fotográficas diferentes.
En el año 2019 participó en el Festival Actual con la obra  Paisajes en construcción en la galería La Casa de la imagen en Logroño y con la misma obra en AFOGRA, de Granada  en 2018.
En galerías privadas en diferentes países ha mostrado su obra, como en Francia en Yvonamor Palix (París), Claude Samuel (París), en España en la galería Alarcón Criado (Sevilla), Bacelos (Vigo), Antonio de Barnola (Barcelona),  Spectrum (Zaragoza) y en 2020 la exposición con el título La Comprensión del Caos en la Galería Isolina Arburu de Marbella.

### Exposiciones colectivas
Son numerosas las  exposiciones colectivas en las que Rosa Muñoz ha presentado su obra destacando su participación en múltiples ocasiones en ferias internacionales como la feria ARCO de Madrid en varios años y ArtMiami 2005, FotoMiami 2009, FotoLondon 2007, KIAF 2007 (Seúl), MACO 2008 (México), MIART 2008 (Milán), Berliner 2010 y en Seoul Photo Festival 201, PhotoEspaña (Madrid), MadridFoto, ArtSantander, Art Valencia, Estampa (Madrid) y Forosur (Cáceres).
En instituciones como el Museo de Arte Contemporáneo de Seúl, en 2020 en la exposición Panorama Imágenes de la Nueva Colección de Pilar Citoler presentada esta exposición en la Sala de Exposiciones Vimcorsa, en Córdoba.
Su obra también se ha podido ver en exposiciones colectivas mostradas en los Centros Culturales de España en Latinoamérica tales como en Buenos Aires, Montevideo, Guatemala, San Salvador y Costa Rica así como en los Institutos Cervantes de Casablanca, Tánger y Roma.

## Museos y colecciones
Su obra está representada en importantes colecciones, destacan las del Museo de Arte Contemporáneo Gas Natural Fenosa (MACUF), Centre Nacional d`Art Georges Pompidou (París), Comunidad de Madrid, Colección Estampa y el Museo Municipal Cuartel del Conde Duque de Madrid, en la colección de Pilar Citoler, CEART y Canal De Isabel II.

## Publicaciones
La editorial La Fábrica publicó un monográfico de Muñoz Tarín en el año 2008 Isbn 978-84-92498-55-0